# Thulium
Thulium (chemická značka Tm, latinsky Thulium) je měkký stříbřitě bílý, přechodný kovový prvek, 13. člen skupiny lanthanoidů.

## Základní fyzikálně-chemické vlastnosti
Thulium je stříbřitě bílý, měkký přechodný kov.
Chemicky je thulium poměrně stálé. Na suchém vzduchu se prakticky nemění, ve vlhkém prostředí se pouze pomalu pokrývá vrstvičkou oxidu. Snadno se rozpouští v běžných minerálních kyselinách za vývoje vodíku.
Ve sloučeninách se vyskytuje pouze v mocenství Tm+3. Soli Tm+3 vykazují vlastnosti podobné sloučeninám ostatních lanthanoidů a hliníku. Všechny tyto prvky tvoří například vysoce stabilní oxidy, které nereagují s vodou a jen velmi obtížně se redukují. Ze solí anorganických kyselin jsou důležité především fluoridy a fosforečnany, jejich nerozpustnost ve vodě se využívá k separaci lanthanoidů od jiných kovových iontů. Thulité soli mají obvykle zelenou barvu.
Thulium objevil roku 1879 švédský chemik Per Teodor Cleve a pojmenoval je po bájné zemi Thule.

## Výskyt, výroba a využití
Thulium je poměrně vzácný prvek, ze všech lanthanoidů se vyskytuje nejméně často, v zemské kůře je obsaženo pouze v koncentraci 0,2–0,5 mg/kg. O jeho obsahu v mořské vodě údaje chybí. Ve vesmíru připadá jeden atom thulia na 1000 miliard atomů vodíku.
V přírodě se thulium vyskytuje pouze ve formě sloučenin. Neexistují však ani minerály, v nichž by se některé lanthanoidy (prvky vzácných zemin) vyskytovaly samostatně, ale vždy se jedná o minerály směsné, které obsahují prakticky všechny prvky této skupiny. Mezi nejznámější patří monazity (Ce,La,Th,Nd,Y)PO4 a xenotim, chemicky fosforečnany lanthanoidů, dále bastnäsity (Ce,La,Y)CO3F – směsné fluorouhličitany prvků vzácných zemin a např. minerál euxenit (Y,Ca,Ce,U,Th)(Nb,Ta,Ti)2O6.
Velká ložiska těchto rud se nalézají ve Skandinávii, USA, Číně a Vietnamu. Významným zdrojem jsou i fosfátové suroviny – apatity z poloostrova Kola v Rusku.
Při průmyslové výrobě prvků vzácných se jejich rudy nejprve louží směsí kyseliny sírové a chlorovodíkové a ze vzniklého roztoku solí se přidáním hydroxidu sodného vysráží jejich hydroxidy.
Separace jednotlivých prvků se provádí řadou různých postupů – kapalinovou extrakcí, za použití ionexových (iontoměničových) kolon nebo selektivním srážením nerozpustných komplexních solí.
Příprava čistého kovu se obvykle provádí redukcí fluoridu thulitého TmF3 kovovým vápníkem:
2 TmF3 + 3 Ca → 2 Tm + 3 CaF2
Thulium se také vzácně využívá také jako zdroj tepla pro RTG – radioizotopový termoelektrický generátor.
Díky svému velmi řídkému výskytu a vysoké výrobní ceně čistého kovu nemají v současné době kovové thulium ani jeho sloučeniny žádné významné komerční využití.